# ヤンカン山脈
ヤンカン山脈（Янка́н）はロシア連邦のアムール州とザバイカリエ地方にある平頂の山地。北のカラル川と南のカラカン川に挟まれる。
トゥクリングラ山脈とジャグドゥイ山脈と共に1本の山脈帯を形成しており、東側のウルカン川上流で接続する。西側はザバイカリエの山脈群が連なる。
総延長約100km、最大幅60km、最大標高1382m。